# Kingdom Hearts
Kingdom Hearts — серия компьютерных игр в жанре Action/RPG, разработанная и изданная совместно Square Enix (ранее Squaresoft) и Disney Interactive под руководством Тэцуи Номуры. Kingdom Hearts представляет собой кроссовер множества различных медиафраншиз, преимущественно принадлежащих The Walt Disney Company — в первую очередь полнометражных мультфильмов Disney.
В ходе большинства игр серии главный герой Сора и его друзья посещают различные миры в рамках кроссовера между произведениями Disney, Square Enix и сталкиваются с различными персонажами мультфильмов, игр и других произведений Disney, Pixar и Square Enix. Сквозной сюжет игр серии, затрагивающий как персонажей из разных медиафраншиз, так и собственных оригинальных персонажей, связан с противостоянием героев с различными воплощениями злодея Ксеанорта. В озвучивании участвовали многие известные актёры, включая Хэйли Джоэла Осмента, Джесси Маккартни, Хейден Панеттьер, Марка Хэмилла, Уилл Холланд, Кристофера Ли и Леонарда Нимоя.
Игры серии выпускались для различных платформ с 2002 по 2019 год; большинство игр получало высокие отзывы критиков и пользовалось коммерческим успехом. На 2019 год было продано в общей сложности свыше 30 миллионов игр серии. В дополнение к играм выпускается много сопутствующих товаров: игрушки, одежда для косплея, ювелирные украшения, саундтреки к играм, ранобэ и манга.

## Состав

### Игры
| 2002 | Kingdom Hearts                |
| 2003 |                               |
| 2004 | Chain of Memories             |
| 2005 | Kingdom Hearts II             |
| 2006 |                               |
| 2007 | Re:Chain of Memories          |
| 2008 | coded                         |
| 2009 | 358/2 Days                    |
| 2010 | Birth by Sleep                |
| 2010 | Re:coded                      |
| 2011 |                               |
| 2012 | Dream Drop Distance           |
| 2013 | 1.5 HD Remix                  |
| 2013 | χ                             |
| 2014 | 2.5 HD Remix                  |
| 2015 | Unchained χ                   |
| 2016 |                               |
| 2017 | HD 2.8 Final Chapter Prologue |
| 2017 | 1.5 + 2.5 HD Remix            |
| 2018 |                               |
| 2019 | Kingdom Hearts III            |
| 2020 | Dark Road                     |
| 2020 | Melody of Memory              |
| 2021 |                               |
| 2022 |                               |
| 2023 |                               |
| 2024 | Missing-Link                  |
| TBA  | Kingdom Hearts IV             |

Kingdom Hearts — самая первая игра серии, вышедшая 28 марта 2002 года в Японии на платформе PlayStation 2. Эта игра стала первой, при разработке которой Тэцуя Номура занимал кресло руководителя. Kingdom Hearts впервые представила главных героев, специально созданных для игры, а также такие элементы сюжета, как «Королевство Сердец», «принцессы чистых сердец», а также «Бессердечных» — существ, являющихся воплощениями тьмы. К тому же установилась роль диснеевских персонажей и персонажей Final Fantasy. В американскую версию игры были включены два секретных босса, а также проведены мелкие изменения, в связи с этим 28 декабря 2002 года в Японии вышло переиздание игры под названием Kingdom Hearts Final Mix. Переиздание включало в себя всё, что было в американской версии, а также были добавлены новые виды оружия, аксессуары, способности, ещё один дополнительный босс и секретная концовка.
Kingdom Hearts: Chain of Memories — вторая игра серии, вышедшая на Game Boy Advance 11 ноября 2004 года в Японии и 7 декабря 2004 года в США. Действие игры происходит сразу после первой части. Игра является связующим звеном между Kingdom Hearts и Kingdom Hearts II. В отличие от первой части, геймплей основан на системе карт: во время боя игрок использует карты, позволяющие ему атаковать или использовать магию. 29 марта 2007 года в свет вышел ремейк игры на PlayStation 2 под названием Kingdom Hearts Re:Chain of Memories, в Японии продававшийся вместе с диском Kingdom Hearts II Final Mix+.
Kingdom Hearts II — третья игра серии. Она вышла 22 декабря 2005 года в Японии и 28 марта 2006 года в США. События игры начинаются через год после Chain of Memories. Игра лучше объясняет сущность сердца, вовлекая в сюжет так называемых «Несуществующих» (англ. Nobodies). Геймплей похож на геймплей первой Kingdom Hearts, с некоторыми изменениями, например, было введено взаимодействие с напарниками во время боя, команды реакции и изменение управления камерой. Как и первую часть, Kingdom Hearts II переиздали как Kingdom Hearts II Final Mix+. Kingdom Hearts II Final Mix+ вышла в Японии 29 марта 2007 года.
Kingdom Hearts coded — игра, вышедшая только в Японии на мобильные телефоны. Игра была выпущена по частям — в эпизодах. Первая демоверсия вышла 18 ноября 2008 года. В январе 2010 года был выпущен последний эпизод. Игра описывает события сразу после Kingdom Hearts II, когда Король Микки, Гуфи, Дональд Дак и сверчок Джимини обнаруживают загадочное предложение в дневнике Джимини, которое Джимини не писал. Король Микки оцифровывает дневник, чтобы узнать, откуда это предложение. Square Enix объявила, что планирует выпустить игру в других странах. Kingdom Hearts Re: coded, которая была анонсирована на E3 2010 и вышла на Nintendo DS, стала ремейком Kingdom Hearts coded, как в своё время Kingdom Hearts Re:Chain of Memories стала обновлённой версией Kingdom Hearts: Chain of Memories. Re: coded вышла в Японии 7 октября 2010 года и 11 января 2011 года в Северной Америке.
Kingdom Hearts 358/2 Days — пятая игра серии, вышедшая на Nintendo DS 30 мая 2009 года в Японии и 29 сентября 2009 года в США. Kingdom Hearts 358/2 Days — мидквел Kingdom Hearts и Kingdom Hearts II. Игра повествует о Роксасе и причине, по которой он покинул Организацию XIII. Она была анонсирована на Tokyo Game Show в 2007 году. Также был продемонстрирован мультиплеер, в котором доступно 19 персонажей.
Kingdom Hearts Birth by Sleep — шестая игра сериала, вышедшая на PlayStation Portable 9 января 2010 года в Японии и 7 сентября 2010 года в Северной Америке. Действие игры происходит за десять лет до первой части. Игра состоит из трёх изначально доступных сценариев и четвёртого, который открывается после прохождения всех трёх. Каждый из трёх сценариев повествует об одном из трёх главных героев: Вентусе, Акве и Терре. Трое ищут пропавшего Мастера Ксеханорта по заданию их учителя Мастера Эракуса. Игра переиздана в Японии под названием Kingdom Hearts Birth by Sleep Final Mix с нововведениями английской версии, а также с новыми добавлениями.
Kingdom Hearts 3D: Dream Drop Distance — продолжение серии Kingdom Hearts для портативной игровой консоли Nintendo 3DS. Главные герои игры — Сора и Рику. В игре появились новые враги «Пожиратели снов», которых также можно приручать и заставлять сражаться на своей стороне. Номура объяснял, что эта игра связывает coded, 358/2 Days и Birth by Sleep в одну сюжетную линию и очень важна в сюжете. Игра была анонсирована в секретной концовке Kingdom Hearts Birth by Sleep, которая называется «Blank Points».
Kingdom Hearts χ — браузерная игра эксклюзивно для Японии, вышедшая в 2013 году. Игра выполнена в своеобразном двухмерном художественном стиле и повествует о событиях времён Войны Ключ-Клинков, произошедших за много веков до основных игр серии. Сюжет игры имеет сильную связь с Kingdom Hearts III.
Kingdom Hearts: Unchained χ — порт Kingdom Hearts χ для международной аудитории за пределами Японии для мобильных платформ iOS и Android. Игра вышла в 2015 году в Японии и в 2016 в Европе и Америке. В апреле 2017 года игра сменила название на Kingdom Hearts Union X [cross].
Kingdom Hearts III была выпущена 25 января 2019 года в Японии и 29 января в остальном мире для PlayStation 4 и Xbox One. В Kingdom Hearts III Сора, Дональд и Гуфи попытаются найти семь стражей света и «ключ к возвращению сердец», в то время как Рику и Король Микки ищут предыдущих обладателей Ключей-Клинков, для того чтобы расстроить план Мастера Ксеханорта по нарушению баланса света и тьмы. Игра завершит сюжетную арку, где главный злодей — Ксеханорт, но сама серия продолжится.

### Сборники
Kingdom Hearts HD 1.5 Remix впервые был опубликован 14 марта 2013 года в Японии эксклюзивно для PlayStation 3. В сборник входят HD-переиздания Kingdom Hearts Final Mix и Re:Chain of Memories. В данные версии была добавлена поддержка трофеев, а также улучшен геймплей. Кроме того, в сборник также входит большинство заставок из Kingdom Hearts 358/2 Days в высоком разрешении. В Японии сборник вышел в марте 2013 года, во всём остальном мире выпуск осенью того же года.
Kingdom Hearts HD 2.5 Remix — когда был издан Kingdom Hearts HD 1.5 Remix, пошли слухи о выходе данного сборника: в титрах можно было увидеть заставки из Kingdom Hearts II Final Mix+, Kingdom Hearts Birth by Sleep Final Mix и Kingdom Hearts Re: coded в высоком разрешении. Номура сам отметил, что «было бы глупо», если бы после 1.5 не вышел 2.5. В сборник вошли Kingdom Hearts II Final Mix+, Kingdom Hearts Birth by Sleep Final Mix, а также ролики из Kingdom Hearts Re: coded на манер того, как это было с роликами 358/2 Days в HD 1.5 Remix.

### Сопутствующие товары
Кроме игр, Square Enix и The Walt Disney Company выпускают товары по игре: от игрушек до одежды для косплея и ювелирных украшений. К первым двум играм, Kingdom Hearts и Kingdom Hearts II, были выпущены сборники саундтреков. Позже был выпущен полный сборник музыки из первых двух частей, а также из дополнений Final Mix и из Re:Chain of Memories. По вселенной Kingdom Hearts существует коллекционная карточная игра, выпускаемая японской компанией Tomy. Распространением карточной игры в англоязычных странах занимается компания Fantasy Flight Games: впервые она была опубликована в 2007 году.
Как и для Final Fantasy, для Kingdom Hearts были выпущены книги из серии Ultimania — книги, в которых была дополнительная информация об игре. Была также написана книга Another Report, в которой были опубликованы наброски персонажей, история создания серии и интервью с Тэцуей Номурой, руководителем группы разработчиков.

#### Манга и ранобэ
По мотивам серии игр была написана манга. Её автор — Сиро Амано, который также известен своей адаптацией игры Legend of Mana. Сюжет манги максимально приближен к оригиналу. Манга издавалась в журнале, принадлежащем Square Enix, — Monthly Shonen Gangan. Позже она была выпущена отдельными томами. Первый том вышел в Японии в октябре 2003 года. Двумя годами позже в США выпустило мангу издательство Tokyopop. После того как Tokyopop обанкротилось, права на издание манги в США приобрело издательство Yen Press. Манга-адаптация первой Kingdom Hearts состоит из четырёх томов (в издании Final Mix — из трёх), Kingdom Hearts: Chain of Memories — из двух, а Kingdom Hearts II — из десяти. Также есть манга по Kingdom Hearts 358/2 Days из 5 томов.
Кроме манги, существует серия ранобэ по мотивам серии игр. Текст новелл написан Томоко Канэмаки, а иллюстрациями занимается Сиро Амано, рисовавший мангу. Как и манга, ранобэ делится на серии, каждая серия посвящена одной игре. У ранобэ по первой Kingdom Hearts — два тома, «The First Door» и «Darkness Within».. У Kingdom Hearts: Chain of Memories также два тома, а адаптация Kingdom Hearts II включает в себя четыре книги; «Roxas—Seven Days», «The Destruction of Hollow Bastion», «Tears of Nobody» и «Anthem—Meet Again/Axel Last Stand». Существует также три книги по 358/2 Days и три по Birth by Sleep.

## Общие элементы

### Вселенная
Действие игр происходит в вымышленной вселенной, состоящей из различных миров. Большая их часть основана на мультфильмах Диснея, кроме того, специально для серии придуманы новые. Дизайн персонажей и миров, созданных специально для игры, выполнен в стиле фэнтези с элементами научной фантастики. Миры существуют отдельно и не пересекаются друг с другом, за редкими исключениями. Главные герои, путешествующие между мирами, никогда не говорят обитателям миров о существовании других миров, чтобы не нарушать порядок их существования.
В Kingdom Hearts сказано, что у каждого существа есть «сердце» — благодаря ему существо может испытывать эмоции. Если же существо теряет сердце, то сердце превращается в «Бессердечного» (англ. Heartless) — неразумное существо, являющееся порождением тьмы внутри сердца, а тело превращается в Несуществующего (англ. Nobody) — разумное существо, при этом лишённое каких-либо эмоций. Бессердечные похищают сердца, тем самым создавая себе подобных. Как Бессердечные, так и Несуществующие имеют самый разный внешний вид и размеры, но лишь немногие остаются похожими на людей, в частности, Несуществующие людей, обладающие сильными сердцами, сохраняют человеческий облик. Несуществующие организовали Организацию XIII, её цель — вернуть себе сердца, чтобы в полной мере осознать себя, как личность. В космологии Kingdom Hearts у миров тоже есть сердца, и Бессердечные пытаются добраться до них. Главные герои обычно защищают сердца миров от Бессердечных, запечатывая к ним проходы «замочные скважины» с помощью Ключ-Клинка — оружия игрового персонажа. Ключ-Клинок — оружие, внешне похожее на меч и на ключ, только с его помощью можно окончательно уничтожать Бессердечных. Как только Бессердечный уничтожен, его Несуществующий умирает, а сердце становится частью Королевства Сердец — скопления сердец, являющегося отдельным миром. Главные злодеи хотят завладеть Королевством Сердец, так как оно способно даровать своему обладателю абсолютную мощь.

### Персонажи Диснея и Square Enix
В играх есть как персонажи мультфильмов и фильмов The Walt Disney Company, так и персонажи серии игр Final Fantasy, а также персонажи, специально созданные для серии игр Тэцуей Номурой. Хотя в играх есть миры, созданные специально для них, большую часть игрового процесса герои проводят в мирах вселенных Диснея, помогая героям этих миров и сражаясь против злодеев. Герои не должны говорить обитателям миров то, что они — из другого мира: это нарушит порядок во вселенной. Муглы из Final Fantasy также являются неотъемлемой частью серии, присутствуя в каждой игре. Они помогают игроку в синтезе и продают вещи. В Kingdom Hearts 3D: Dream Drop Distance впервые появились персонажи из другой игровой вселенной Square Enix, The World Ends with You.

### Сюжет
Первая игра повествует о том, как были разлучены Сора и его друзья, когда их родной мир, Острова Судьбы, был уничтожен Бессердечными. Сразу после этого Сора получает оружие для борьбы с ними — Ключ-Клинок (яп. キーブレード ки:бурэ:до, англ. Keyblade). Оказавшись в Перекрёстном Городе (яп. トラヴァースタウン торава:су таун, англ. Traverse Town), Сора встречает Дональда Дака и Гуфи — двух посланников из Замка Дисней (яп. ディズニーキャッスル дидзуни: кяссуру, англ. Disney Castle), отправленных Королём их мира найти Ключ-Клинок и его обладателя, а также сверчка Джимини — их летописца. Все трое путешествуют по мирам, основанным на мультфильмах студии Disney, запечатывая сердца миров, при этом защищая их от Бессердечных. Противостоит им группа диснеевских злодеев во главе с Малефисентой, которая контролирует Бессердечных. Сора, Дональд и Гуфи побеждают Мелифисенту, но вскоре узнают, что истинный главный злодей — Ансем Искатель Тьмы. Ансем хочет открыть Королевство Сердец как источник абсолютной силы тьмы. Трое побеждают Ансема и запечатывают дверь с помощью Короля и Рику, стоящих с другой стороны двери.
После закрытия двери к Королевству Сердец трое героев начинают искать Короля и Рику. Поиски приводят их в Замок Забвения (яп. 忘却の城 бо:кяку но сиро, Castle Oblivion). Зайдя в замок, Сора, Дональд и Гуфи начинают терять память. Друзья встречают врагов в чёрных плащах — членов загадочной Организации XIII. Сора узнаёт, что его воспоминания меняла девочка по имени Намине, которую Организация XIII держала как пленницу. Чтобы восстановить прежние воспоминания Соры, Намине усыпляет Сору, Дональда, Гуфи и Джимини на один год, при этом во время сна они потеряют все воспоминания о Замке Забвения. Тем временем Рику оказывается в замке и путешествует по нему с помощью Короля. Рику сражается с тьмой в своём сердце и с Организацией XIII, при этом поняв, что его природа двойственна: он принадлежит как к свету, так и к тьме. Заключив союз с загадочным ДиЗом, Рику помогает ему охранять Сору и Намине, пока Сора не проснётся. Но тринадцатый член Организации XIII, Роксас, мешал восстановлению памяти Соры. Рику его побеждает.
Через неделю после успеха Рику Сора, Дональд и Гуфи просыпаются в Сумеречном городе (яп. トワイライトタウン товарайто таун, Twilight Town) без воспоминаний о Замке Забвения и всём, что там случилось. Трое продолжают свои поиски Короля Микки и Рику. Они узнают о Несуществующих, объединённых под началом Организации XIII. После этого Малифисента возвращается и встречается с Питом, другим диснеевским злодеем, чтобы отомстить Соре. Сора опять путешествует по диснеевским мирам, сталкиваясь не только с Мелифисентой, Питом и Бессердечными, но ещё и Организацией XIII, которая называет Сору Роксасом. Тем временем Каири похищена Несуществующими. Герои встречают Короля Микки, который говорит им, что «Ансем», которого Сора победил, — Бессердечный Ксеханорта, ученика настоящего Ансема. Сора, Дональд и Гуфи прибывают на базу Организации XIII, в Мир, Которого Никогда Не Было (яп. 存在しなかった世界 сондзай синакатта сэйкай, The World That Never Was), где на небе видно Королевство Сердец. Сора побеждает оставшихся членов Организации и встречает Рику и Каири. Рику говорит Соре, что Роксас — Несуществующий Соры, появившийся, когда Сора стал Бессердечным. Чтобы поймать Роксаса, Рику добровольно превратился в Ансема и таким образом приобрёл силы тьмы. Роксас был пойман и был заставлен снова слиться с Сорой. Король Микки находит ДиЗа, который открывает свою истинную сущность: он и есть Ансем Мудрый. Ансем собирается оцифровать Королевство Сердец, но машина, которая его оцифровывала, взорвалась, и Ансем исчезает во взрыве. После взрыва Рику принял свой изначальный внешний вид. На вершине башни Сора и его друзья сражаются с Ксемнасом, главой Организации XIII. Ксемнас использует останки Королевства Сердец, чтобы получить силу, но проигрывает. Не желая признавать поражение, Ксемнас отделяет Сору и Рику от остальных и вступает с ними в бой, закончившийся смертью Ксемнаса. Сора и Рику возвращаются на Острова Судьбы.
Год спустя Сора, Рику и Каири получают письмо от Короля Микки, содержимое которого не было показано в Kingdom Hearts II, а только в Kingdom Hearts coded. В письме сказано, что Сора должен спасти Терру, Вентуса и Акву. В Терру вселился Мастер Ксеханорт, чтобы омолодиться, а затем, во время одного из свои опытов, Ксеханорт, взявший себе имя Ансема, стал Бессердечным, а тело Терры стало Ксемнасом. Вентус пожертвовал собой, чтобы уничтожить Ванитаса — тёмную часть своего сердца, которую когда-то отделил от него Ксеханорт. Мастер Ксеханорт хотел столкнуть обладателей сердец из абсолютного света и абсолютной тьмы, чтобы создать χ-клинок, Ключ-Клинок, дающий доступ к управлению Королевством Сердец, но Вентус сорвал его план своей жертвой, и в результате его тело покоится в тайной комнате Замка Забвения, а сердце — внутри Соры. Аква пыталась спасти Вентуса и Терру, но в результате была заточена в Реальности Тьмы. Кроме них, Сора должен спасти Акселя, Ксион, Роксаса и Намине, поэтому он отправляется на их поиски. Тем временем, Король Микки узнаёт от Йена Сида шокирующие новости: с уничтожением «Ансема» и Ксемнаса возродился Мастер Ксеханорт. Йен Сид приказывает Микки найти Сору и Рику, чтобы они смогли пройти экзамен на звание Мастера Ключ-Клинка.
В Kingdom Hearts: Dream Drop Distance Йен Сид посылает Сору и Рику в Реальность Сна, где герои сталкиваются с юным Ксеханортом, умеющим путешествовать во времени. Становится известен его план: он хочет создать тринадцать копий самого себя, поместив в различных людей части своего сердца. Таким образом, Ксеханорт хочет создать тринадцать человек с сердцами из чистой тьмы и натравить их на семь Принцесс сердца, чтобы повторить попытку создания χ-клинка. Сору спасает от Ксеханорта Леа — Аксель, получивший назад своё сердце — и Рику проникает в подсознание Соры, чтобы пробудить его от кошмара, в который его погрузил Ксеханорт. Встретившись внутри сознания Соры с Роксасом, Ксион и Вентусом, Рику узнаёт, что Ансем Мудрый записал в подсознании Соры данные, которые позволят спасти тех, кого хотел спасти Сора. В итоге только Рику стал Мастером Ключ-Клинка, а Сора провалил экзамен, и отправляется в новое путешествие, чтобы набраться опыта. Тем временем, отбросив свои опасения, что Принцессы сердца будут втянуты в войну, Йен Сид решает набрать семь ключеносцев (включая Каири, которая овладела Ключ-Клинком), чтобы противостоять тринадцати носителям тьмы.

### Игровой процесс

Битва в первой Kingdom Hearts

Во всех играх серии Kingdom Hearts есть элементы как ролевой игры, так и экшна. Сюжет линейный, хотя некоторые его части можно проходить в любом порядке. Также присутствуют побочные квесты, необязательные для прохождения. Игрок управляет главным героем (почти во всех играх это Сора), во время боя ему могут помогать неигровые персонажи (в основном это Дональд и Гуфи). В некоторых мирах к игроку присоединяется герой мультфильма, на котором основан данный мир, например, в Городе Хэллоуин на стороне Соры сражается Джек Скеллингтон, в Аграбе к игроку присоединяется Аладдин и т. д. В Kingdom Hearts и Kingdom Hearts II поведение союзников можно настроить в опциях. В каждой игре можно использовать простые удары, магию и вещи, а в некоторых играх — ещё и призывы, хотя в определённых играх боевая система отличается от той, что в основной серии, в частности, в Chain of Memories.
Корабль Гамми (англ. Gummi Ship) также является частью геймплея в основной серии. Он служит для перемещения между мирами. Геймплей Корабля Гамми выполнен в жанре «рельсового шутера». Так как Корабль Гамми получил много негативных отзывов в первой игре, то в Kingdom Hearts II геймплей был изменён. Во всех играх есть дневник, в котором содержатся описания персонажей, сюжетных линий, врагов и другая информация.
Игра разрабатывалась под влиянием своей «предшественницы», Final Fantasy, и содержит в себе элементы её геймплея, такие, как меню, в котором игрок во время боя выбирает действия (команды) персонажа, при этом боевая система выполнена в динамике «Hack and slash», а не в пошаговых боях, как в Final Fantasy. Как и во многих ролевых играх, в серии Kingdom Hearts присутствует система опыта. Когда персонаж наберёт достаточно опыта, побеждая врагов, он поднимается на новый уровень. При подъёме на новый уровень возрастают характеристики, а также появляется возможность выучить новые способности или улучшить старые.
Напарники также могут получать опыт.

## История создания
Идея игры родилась во время разработки Final Fantasy VII, когда художник Тэцуя Номура поиграл в Super Mario 64. Эта игра натолкнула его на мысль о создании трёхмерной экшн-РПГ с элементами платформера. Загоревшись желанием создать такую игру, Номура начал обсуждать эту идею с Хиронобу Сакагути и Синдзи Хасимото. Во время разговора разработчики сошлись во мнении, что игра станет успешной, только если в ней будут персонажи, по популярности сравнимые с диснеевскими. Когда Синдзи Хасимото встретил сотрудника The Walt Disney Company в лифте (офис Squaresoft и японский офис The Walt Disney Company находились в одном здании), то он не преминул воспользоваться шансом и предложил руководству компании создать вместе игру. Разработка первой игры серии началась в феврале 2000 года. Оглядываясь назад в прошлое, Номура вспоминал, что он с большим трудом объяснил Disney свою идею, в особенности если учесть, что он вообще не знал английского языка. Многие идеи, которые высказывали сотрудники Disney, были им отвергнуты: он хотел, чтобы именно его идеи были реализованы. Кресло руководителя проекта занял Номура, а Синдзи Хасимото стал продюсером. Номуру допустили к должности руководителя, так как он занимался дизайном персонажей успешной игры Squaresoft Final Fantasy VII, что повысило его репутацию в компании. Kingdom Hearts стала его дебютным проектом, как руководителя, кроме того, Номура отвечал за дизайн персонажей. Сценарий написал Кадзусигэ Нодзима, сценарист Final Fantasy VII, Final Fantasy VIII и Final Fantasy X. Изначально проект планировался как очередная диснеевская игра, рассчитанная на детей, пока исполнительный продюсер, Хиронобу Сакагути, не сказал Тэцуе Номуре, что игра будет провальной, если не будет стремиться к уровню Final Fantasy, после чего Номура решил доработать сюжет.
Разработчики поместили в игру секретный трейлер: было очевидно, что если игра будет непопулярной, то будет лучше оставить некоторые моменты в игре необъяснёнными, чтобы вызвать интерес к потенциальному продолжению. После выхода в свет Kingdom Hearts Final Mix началась разработка Kingdom Hearts II. Но перед тем, как выпустить продолжение, решили лучше раскрыть сюжет, например, детальнее показать Короля Микки: в первой игре его роль была очень мала. Тэцуя Номура решил, что события Kingdom Hearts II будут разворачиваться через год после событий первой игры. Чтобы показать игрокам события между первой и второй частью, была разработана Kingdom Hearts: Chain of Memories. Номура изначально был против разработки новой Kingdom Hearts на Game Boy Advance, так как считал, что из игры, изначально задумывавшейся как трёхмерная, не получится сделать двухмерную. Он изменил своё мнение, когда услышал из разговора детей, что они хотели бы Kingdom Hearts на Game Boy Advance.

### Создание и дизайн
Хотя Disney и дал Номуре свободу в плане использования миров и персонажей, он и его команда разработчиков постарались оставить диснеевских персонажей максимально похожими на свои оригинальные версии из мультфильмов. Номура заметил, что хотя обычно диснеевские персонажи обычно не мрачные и не серьёзные, сделать их таковыми для сюжета не составило особого труда. Он также понимал, что оставить миры такими, какие они есть в мультфильмах, будет очень трудно. Когда команда разработчиков решает, какие миры включить в игру, они стараются подбирать миры с как можно более интересными персонажами, при этом учитывается и разнообразие миров.
Решение, каких персонажей Final Fantasy добавить в игру, принималось на основании мнения фанатов и разработчиков. Другим критерием выбора персонажей было то, насколько они были бы уместны в сюжете Kingdom Hearts. Номура не хотел включать в игру персонажей из игр Square Enix, дизайн которых он не разрабатывал сам, поскольку он не был знаком с их характерами и историей в оригинальных произведениях. Во время разработки Kingdom Hearts II он изменил своё мнение, испытав давление со стороны других разработчиков. Номура оставлял многие вещи в сюжете необъяснёнными, чтобы подогреть интерес к продолжению. Он объяснил это тем, что если среди игроков всё ещё ходят какие-то слухи об игре, то интерес к ней не угаснет.

### Издание
Первую Kingdom Hearts анонсировали на E3 в 2001 году. Было объявлено, что эту игру разрабатывают вместе Squaresoft и Disney, что в игре будут присутствовать персонажи Final Fantasy и диснеевские персонажи, а также персонажи, созданные Номурой специально для игры — Сора, Рику, Каири и Бессердечные. 14 мая 2002 года был опубликован список актёров озвучивания для американской локализации, среди них Хэйли Джоэл Осмент, Хейден Панеттьер, Дэвид Галлахер в роли трёх главных героев — Соры, Рику и Каири соответственно, также в списке были многие актёры, озвучивавшие персонажей в диснеевских мультфильмах.
В американскую версию и в Final Mix первой игры была помещена секретная концовка, породившая слухи о продолжении игры, кроме того, японский игровой сайт, Quitter, опубликовал информацию, что анонимный источник сообщил им, что разработка Kingdom Hearts II началась. Слухи подтвердились только тогда, когда на Tokyo Game Show в сентябре 2003 года были анонсированы две новые игры серии: Kingdom Hearts II и Kingdom Hearts: Chain of Memories. Стало известно, что действие Kingdom Hearts II происходит после Chain of Memories, а Chain of Memories, в свою очередь, является прямым продолжением оригинальной игры. В этих играх возвращаются Сора, Дональд и Гуфи, на этот раз в новых костюмах. В 2004 году продюсер серии Синдзи Хасимото на конференции Square Enix заявил, что в этих играх будут объяснены многие неясности первой Kingdom Hearts.

## Аудио

### Музыка
Основным композитором серии является Ёко Симомура. Каору Вада работал над аранжировкой тем из диснеевских мультфильмов для оркестра, а также написал начальный и конечный саундтрек. Музыка была исполнена Новым Японским филармоническим оркестром и Токийским филармоническим оркестром. Вышли саундтреки для Kingdom Hearts и Kingdom Hearts II. Позже вышел полный сборник, состоящий из саундтреков обеих игр, кроме того, туда была включена музыка из Kingdom Hearts Re:Chain of Memories, из Kingdom Hearts Final Mix и Kingdom Hearts II Final Mix+.
Хоть в некоторых диснеевских мирах играет музыка из оригинальных мультфильмов, музыка была аранжирована, по большей части была использована новая музыка. Кроме обычной фоновой музыки, у каждого мира была своя уникальная тема боя. Обычно также присутствует несколько тем битвы с боссами, например, во время битвы с Сефиротом играет «One-Winged Angel» из Final Fantasy VII.
Главная музыкальная тема написана японской поп-певицей, Хикару Утадой. Она исполнила две песни: «Hikari» (яп. 光 свет, в западном выпуске и в Final Mix «Simple and Clean») для оригинальной Kingdom Hearts, Chain of Memories, coded, Birth by Sleep и Dream Drop Distance, и «Passion» (в западном выпуске и в Final Mix+ «Sanctuary»), звучащая в Kingdom Hearts II и в 385/2 Days. Тэцуя Номура с самого начала рассматривал Утаду как исполнительницу заглавной темы. Это была первая работа Хикару в индустрии компьютерных игр. Обе песни стали очень популярны в Японии. В хит-парадах Oricon «Hikari» заняла первое место за 2002 год, а «Passion» — четвёртое место за 2005 год.

### Озвучивание
В озвучивании и японской, и американской версий участвовали известные актёры озвучивания. В японской версии Сору озвучивает Мию Ирино, Риса Утида в роли Каири и Мамору Мияно в роли Рику. В Kingdom Hearts II Роксаса озвучивает Коки Утияма, Ику Накахара в роли Намине и Гэндзо Вакаяма в роле Диза. Другие примечательные сэйю, озвучивавшие в серии: Такахиро Сакураи, Маая Сакамото, Кэнъити Судзумура, Хидэо Исикава, Акио Оцука, Такаси Аояги, Ю Симака и Синъитиро Мики.
В английской версии Сору озвучивает Хэйли Джоэл Осмент, Каири — Хейден Панеттьер, Рику — Дэвид Галлафер, и Билли Зейн в роли Ансема. Участвовали также многие актёры, озвучивавшие персонажей в оригинальных диснеевских фильмах, например, Уэйн Оллвайн в роли Микки Мауса (после смерти Оллвайна в 2009 году от диабета Микки Мауса стал озвучивать Брет Айван), Тони Анселмо в роли Дональда Дака и Билл Фармер в роли Гуфи. В Kingdom Hearts II Джесси Маккартни озвучивает Роксаса, Британни Сноу в роли Намине и Кристофер Ли в роли ДиЗа. Другие примечательные актёры озвучивания: Шон Астин, Стив Бёртон, Лэнс Басс, Минг-На Вен, Дэвид Борианаз, Джеймс Вудс, Марк Хэмилл и Леонард Нимой.

## Популярность и отзывы
| Игра                                   | GameRankings | Metacritic |
| -------------------------------------- | ------------ | ---------- |
| Kingdom Hearts                         | 86.56%       | 85/100     |
| Kingdom Hearts: Chain of Memories      | 77,54 %      | 76/100     |
| Kingdom Hearts II                      | 86,98 %      | 87/100     |
| Kingdom Hearts Re:Chain of Memories    | 70,60 %      | 69/100     |
| Kingdom Hearts 358/2 Days              | 76,74 %      | 75/100     |
| Kingdom Hearts Birth by Sleep          | 82,44 %      | 82/100     |
| Kingdom Hearts Re:coded                | 69,93 %      | 66/100     |
| Kingdom Hearts 3D: Dream Drop Distance | 78,70 %      | 75/100     |

В общем и целом серия Kingdom Hearts была коммерчески успешной, хотя разные игры продавались по-разному. В декабре 2005 года общее количество проданных экземпляров всех игр серии на тот момент по всему миру составило 8,5 миллионов. На момент 2008 года было продано 12 миллионов копий игр серии, из них 3 миллиона в Японии и 5,6 миллиона в США. В 2011 году был преодолён рубеж в 17 млн проданных копий. В феврале 2019 года, после выхода Kingdom Hearts III, совокупные продажи игр серии превысили 30 миллионов копий.
Игры также получили высокие оценки в обзорах, в частности, от японского игрового журнала Famitsu, три игры получили 36 баллов или выше из 40 возможных. Критики хвалили графику во всех шести играх. Некоторые игры получили награды. GameSpot прокомментировал, что хотя идея смешивания серьёзных элементов Final Fantasy с более детскими диснеевскими мультфильмами казалась невозможной, сочетание всё же получилось хорошим. По этой причине GameSpot наградил первую игру серии званием «лучшего кроссовера со времён Capcom vs. SNK». IGN дал Kingdom Hearts награду «Лучший стиль прорисовки» в списке «Самых красивых игр на PS2». G4 дал игре награду за «лучший сюжет».
Electronic Gaming Monthly присудил награду Kingdom Hearts II «Лучшее продолжение» за весь 2006 год.